# 2024年喬·拜登國內視察行程列表
美國第46任總統喬·拜登自2021年1月20日上任至今。
這份列表不包括前往美國聯邦首都華盛頓特區的旅行，因為白宮是總統的官邸和主要工作場所。同樣也不包括前往總統鄉村官邸戴維營的旅行。這份列表考慮了國際旅行，記錄了總統訪問每個州或地區的次數。

## 總計
他曾去過的每個州或地區次數如下：
- 一次：北卡羅來納州、南卡羅來納州、德克薩斯州、美屬維京群島、弗吉尼亞州、威斯康辛州。

拜登總統造訪過的州或地區：

- 兩次：德拉瓦州。
- 三次：賓夕凡尼亞州。